# Памятник Тарасу Шевченко (Варшава)
Памятник Тарасу Шевченко в Варшаве — открытый с участием министров иностранных дел Украины и Польши Анатолия Зленко и Влодзимежа Цимошевича 13 марта 2002 года в сквере его же имени на пересечении улиц Спацерова, Говорка и Хотинская.
Инвестор — Объединение украинцев в Польше во главе с Мирославом Кертичаком. Автор скульптуры — украинский скульптор Анатолий Кущ, автор пьедестала — польский архитектор Балтазар Брукальский. Финансовая поддержка — Киевский горсовет и Львовская областная государственная администрация. Фирмы «Edbud» и "Edbud Львов ", во главе с Эдвардом Мазуром и Евгением Ковальским финансировали монтаж памятника, а также весь комплекс работ, связанных с мощением дорожек в сквере и площади перед самым пьедесталом. Весомый вклад для установления и открытия памятника сделал тогдашний посол Украины в Польше Дмитрий Павлычко.
На памятнике четыре строки из стихотворения Шевченко «Полякам»:
Подай же руку козакові,

І серце чистеє подай!

І знову іменем Христовим

Ми оновим наш тихий рай.

Подай же руку казаку,

И сердце чистое подай!

И снова именем Христовым

Мы обновим наш тихий рай.

Więc podaj rękę kozakowi

I czyste serce swoje daj!

A wspólnie w imię Chrystusowe

Wskrzesimy znowu cichy raj.
Ещё раньше — 10 октября 2000 года в присутствии премьер-министров Украины и Польши Виктора Ющенко и Ежи Бузека, председатель городского совета Варшавы Павел Пискорский торжественно открыл на одном из домов возле сквера, который с того дня носит имя Тараса Шевченко, памятную табличку, посвященную поэту.
Памятник построен по договоренности между Украиной и Республикой Польша об установке на паритетных условиях в Варшаве памятника Тарасу Шевченко, а в Киеве памятника Юлиушу Словацкому. Скульптура Юлиуша Словацкого была изготовлена в Польше и перевезена в Киев по случаю празднования 200-летия со дня рождения польского поэта в 2009 году. И только в сентябре 2012 года памятник, который хранился на территории Киевского творческо-производственного комбината «Художник» установили рядом с костелом Святого Николая.